# 분류사전
분류사전(分類辭典)은 어떤 단어의 뜻을 몰라서 찾아보는 사전이 아니라 어떤 사물이나 개념을 뭐라고 부르는 줄 모를 때 찾아보는 사전이다. 유럽에서는 흔히 `이미지사전', `주제사전'이라고 부른다. 단어의 뭉치를 주제별로 분류한 뒤, 최하위 주제 아래 모인 단어들을 가나다순으로 배열해놓은 것이다. 주로 읽기를 돕는 사전이 아니라 쓰기를 돕는 사전이다. 한국어 분류사전으로 처음 나온 것은 박용수(1934년 11월 15일 ~ )가 1989년에 펴낸 《우리말 갈래사전》이다.